# Plateau lorrain
Le Plateau lorrain est la partie orientale du Bassin parisien. Il est limité à l'est par les Vosges et à l'ouest par le Massif ardennais et les reliefs karstiques de Champagne et au sud par le plateau de Langres. Il est entrecoupé de lignes de côtes dénommées cuestas de Lorraine (côtes de Moselle, côtes de Meuse, Argonne).
Le point culminant est le signal de Vaudémont qui culmine à 540 m. Ce site offre un point de vue sur le massif des Vosges jusqu'au Grand Ballon, à 94 km, sommet le plus élevé de la région Grand Est.
L'Alsace bossue, territoire administrativement bas-rhinois et donc alsacien depuis novembre 1793, fait géographiquement partie du plateau lorrain.